# Трикутник (Цілком таємно)
Трикутник (Triangle) — 3-й епізод шостого сезону серіалу «Цілком таємно». Епізод не належить до «міфології серіалу» — це «монстр тижня». Прем'єра в мережі «Фокс» відбулася 22 листопада 1998 року.
Серія за шкалою Нільсена отримала рейтинг домогосподарств, рівний 10,8, який означає, що в день виходу її подивилися 18.2 мільйона глядачів.

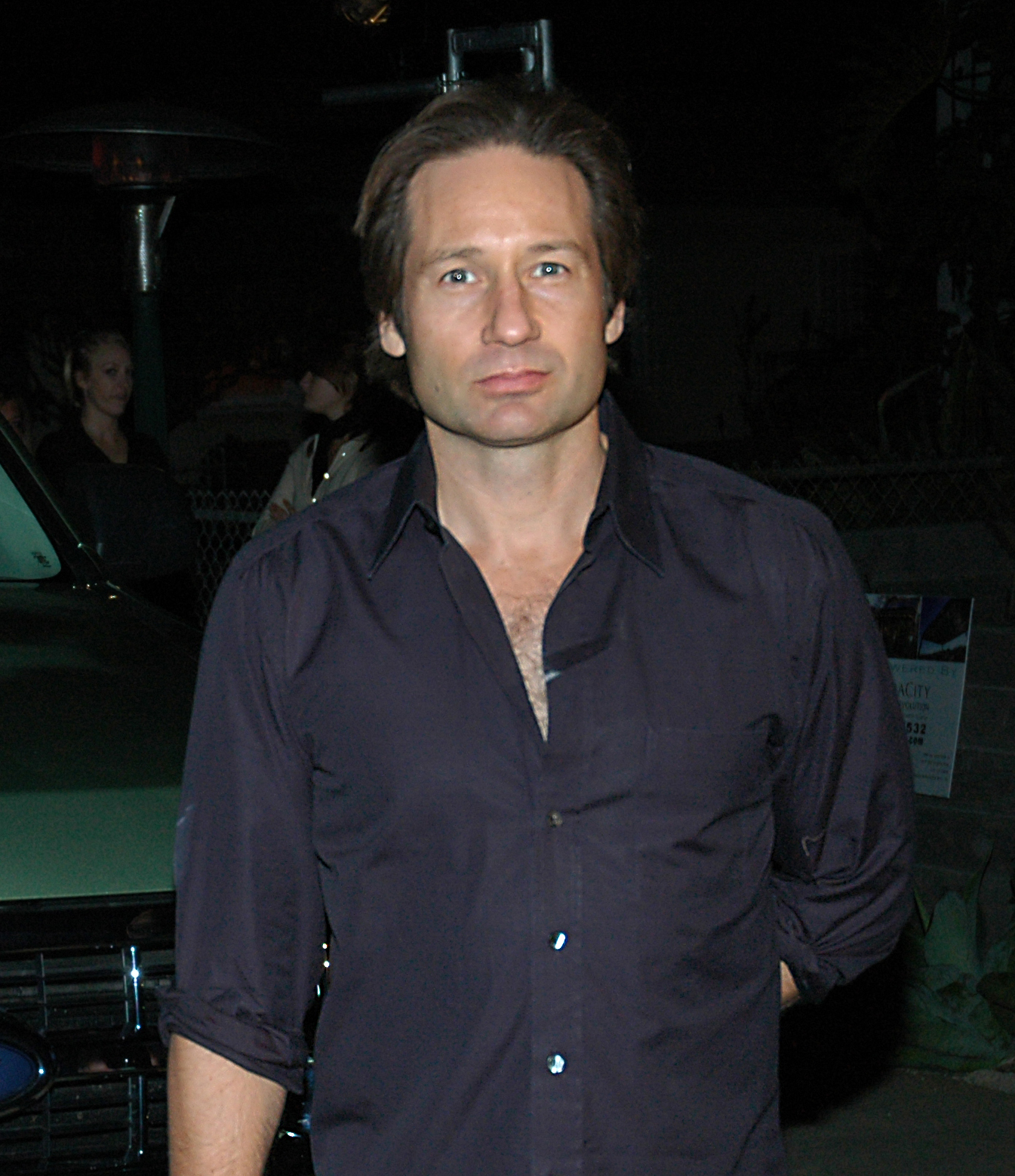

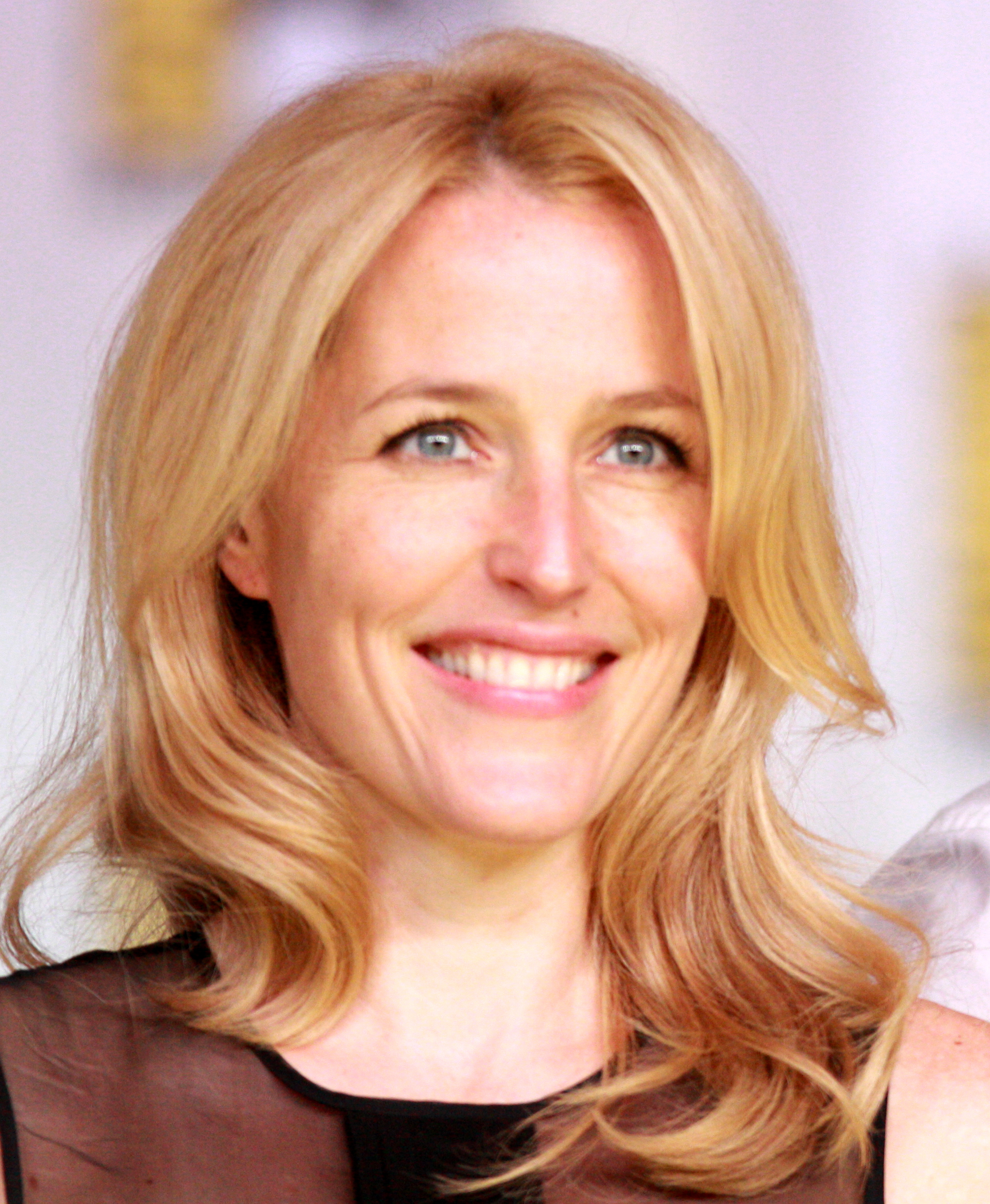

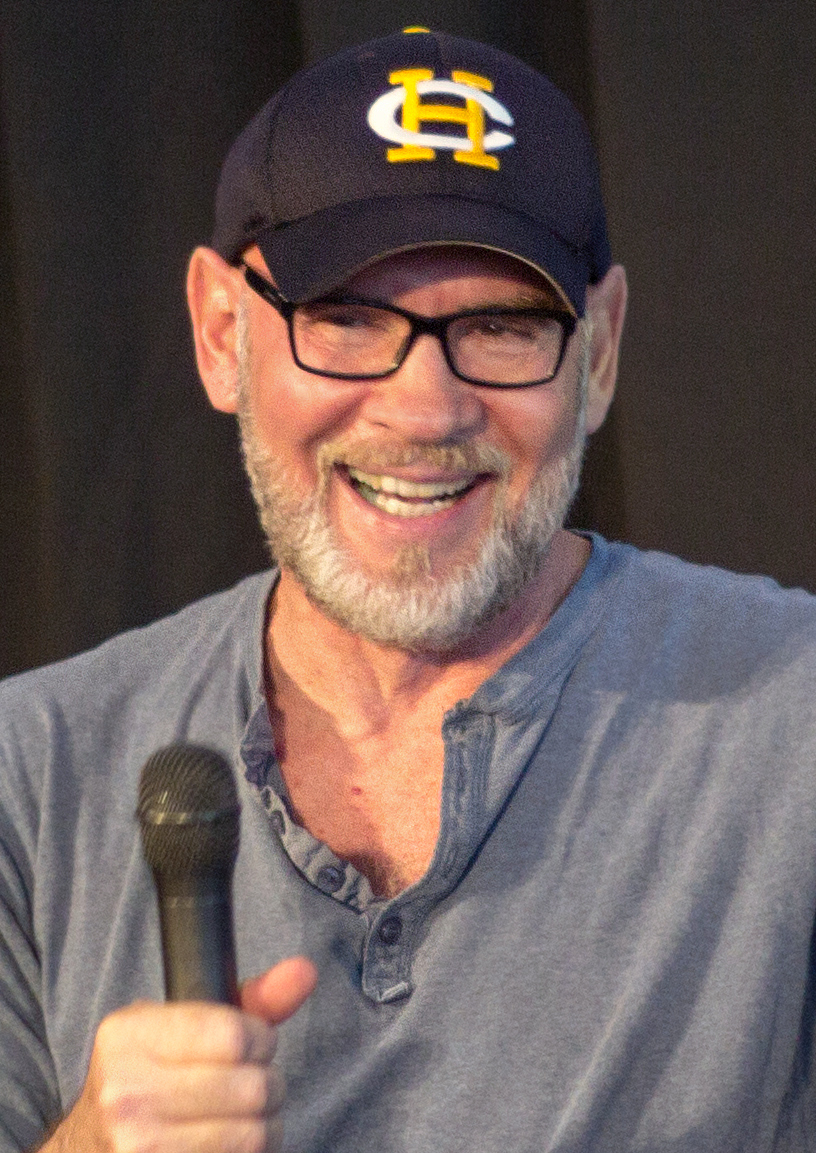

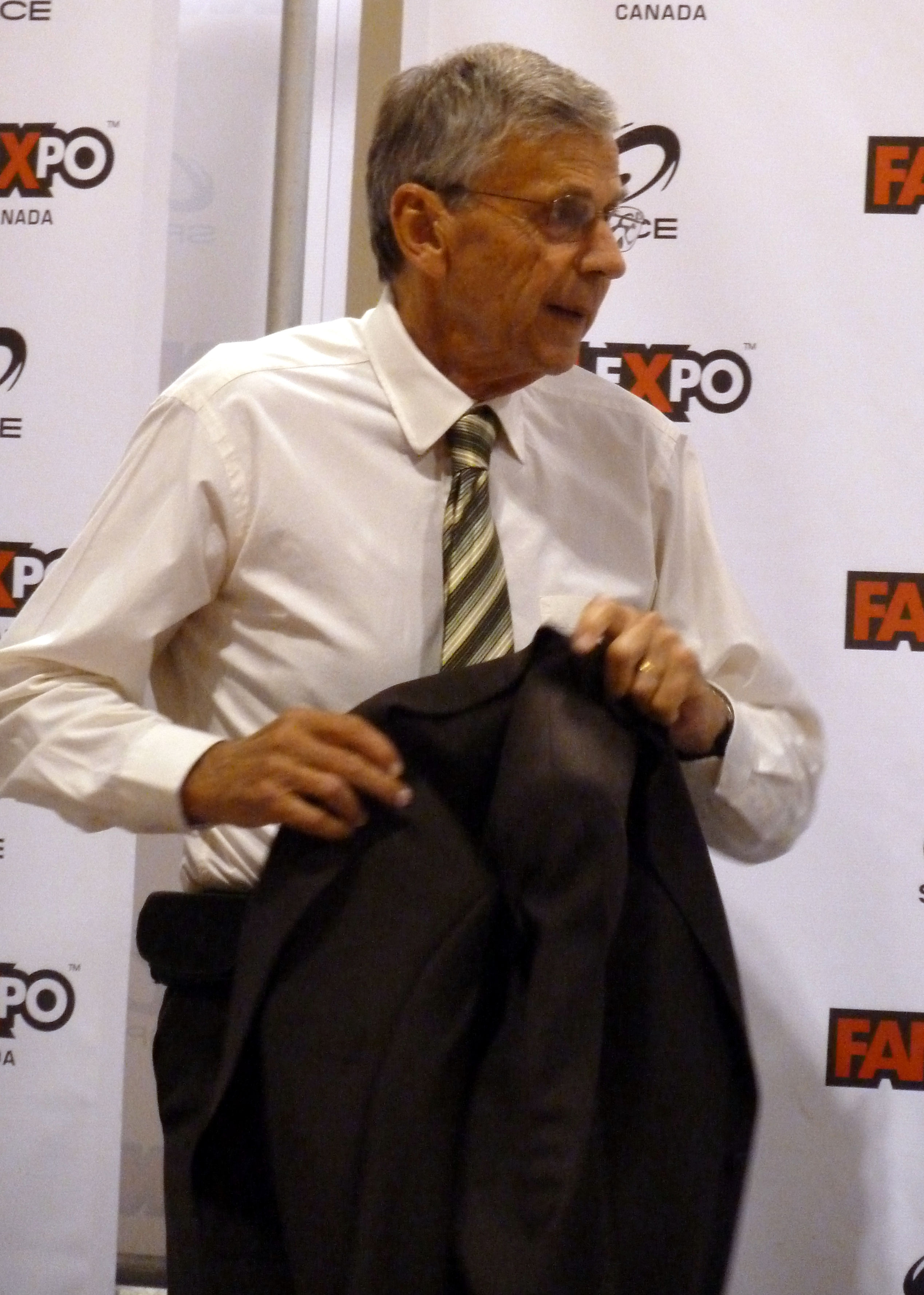

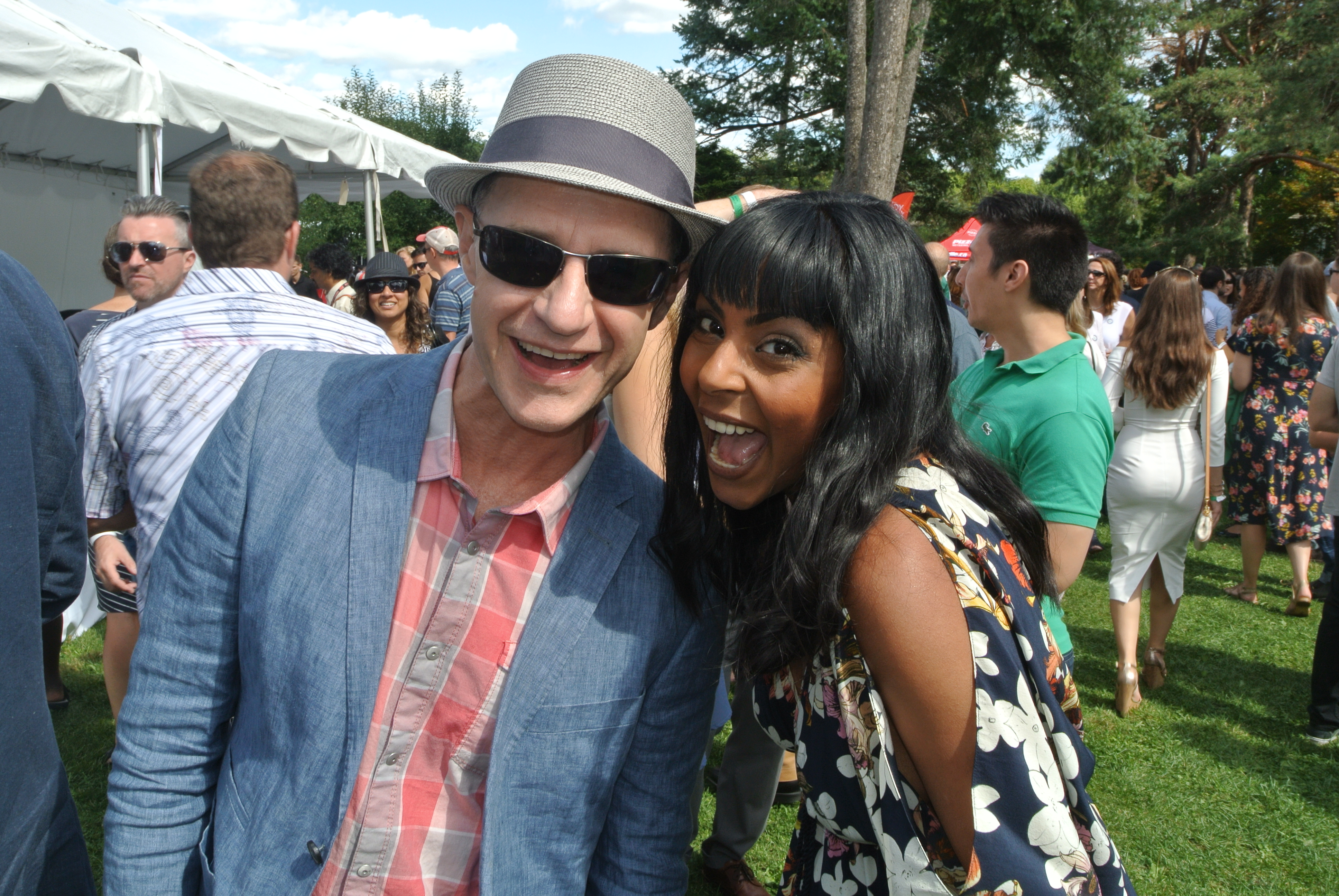

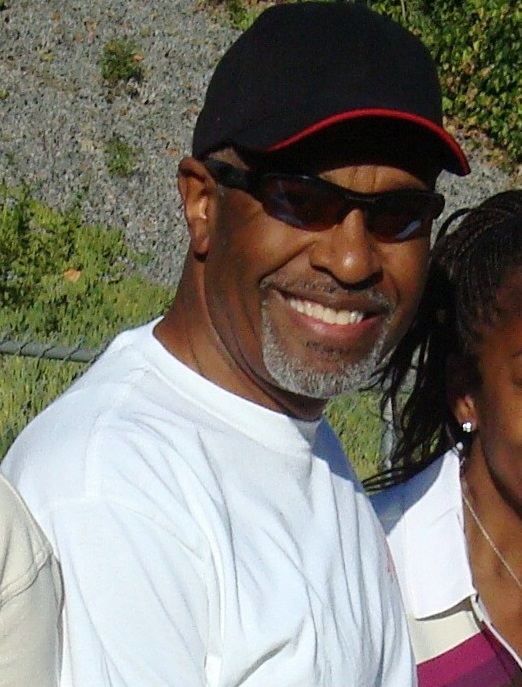

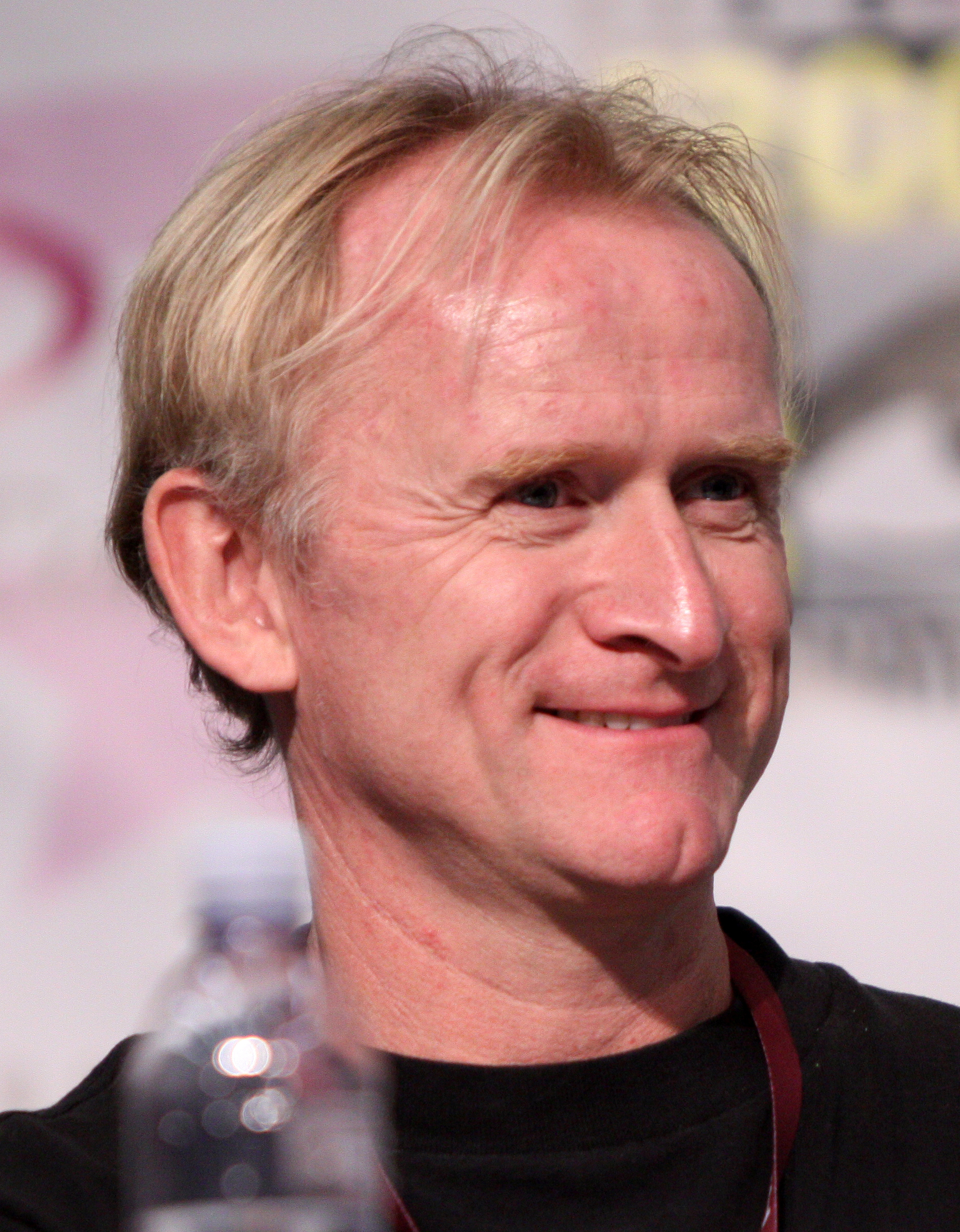

Малдер мчить до розкішного пасажирського лайнера, який загадково з'явився у Бермудському трикутнику. Потрапивши туди, він розуміє, що здійснив подорож у часі до 3 вересня 1939 року — початку Другої світової війни. Німецькі солдати сіли на корабель у пошуках «Молота Тора» — того, що може забезпечити перемогу в майбутньому конфлікті. Скаллі, повідомивши про зникнення Малдера Самотнім стрільцям, проникає в будівлю Джона Едгара Гувера, шукаючи когось, хто може допомогти знайти зниклого Фокса.

## Зміст
Істина поза межами досяжного
Фокс Малдер перебуває в несвідомому стані у Саргасовому морі після аварії між уламками корабля «Леді Гарленд». 
Британські моряки його витягують на борт пасажирського корабля «Королева Анна». Моряки не вірять посвідченню співробітника ФБР — вони не знають такої установи. Коли Малдера відправляють до капітана, Фокс намагається пояснити, що «Королева Анна» зникла в Бермудському трикутнику 1939 року, і стверджує, що корабель знову з'явився в 1998 році. Екіпаж відкидає історію Малдера і підозрює, що він є нацистським шпигуном. Екіпаж «Королеви Анни» замикає Малдера в капітанському приміщенні, де він слухає радіопередачу, яка повідомляє про початок Другої світової війни. Малдер розуміє, що «Королева Анна» не подорожувала до 1998 року — це він мандрував у 1939 рік — 3 вересня Велика Британія оголосила ультиматум Німеччині. Агент збиває німецького вояка — геть схожого на Спендера — і в його уніформі намагається вислизнути. У цей момент на «Королеву Анну» висаджуються сили СС під керунком оберфюрера, схожого на Курця, який визначає курс корабля до нацистської Німеччини. Малдер встигає сховатися від переслідувачів.
В бальній залі корабля якесь божевілля — відпочиваючі танцюють під «Джиперс-Скриперс» і майже не звертають увагу на німецьку уніформу Малдера. Фокс наштовхується на танцюючу Дейну. Німецькі вояки затримують Малдера — і всі продовжують розважатися. Нацисти застрелюють капітана американського корабля — він відмовився змінити курс.
В 1998 році самотні стрільці повідомляють Дейні — вони втратили контакт з Малдером, який вирушив на пошуки «Королеви Анни». Стрільці показують Дейні супутниковий знімок — незбагненним чином «Королева Анна» опинилася в Атлантиці 1998 року. Стрільці просять Скаллі спробувати здобути точніші дані. Скаллі спочатку звертається до Волтера Скіннера, але безуспішно, а потім намагається протистояти помічнику директора Елвіну Кершу, якого бачать з Курцем. Врешті вона погрожує агенту Джеффрі Спендеру, Дейна вибита з колії і зденервована. Спендер пішов скаржитися Кершу; Скаллі намагається вислизнути. З'являється Скіннер, і надає їй інформацію з Пентагону — при цьому Волтер ризикував роботою. І заслуговує поцілунок від Дейни. При виході із ліфту вони стрічаються з Кершем, Курцем та Спендером — Скіннер удавано шпетить Дейну. Скаллі виїжджає разом із Стрільцями, щоб знайти Малдера. 
На «Королеві Анні» британський моряк каже Малдеру, що німці шукають зброю, яку, на їхню думку, називають «Молот Тора». Малдер каже йому, що «Молот Тора» — це не зброя, а вчений, який створить зброю. Матрос виявляється німецьким шпигуном і замикає Малдера в машинному відділенні разом з екіпажем корабля. Один з моряків, який вельми нагадує Керша, вирішує направити човен на Ямайку, але Малдер каже їм відплисти туди, звідки вони прийшли, щоб пройти через деформацію часу і знову з'явитися в 1998 році.
Зрештою, нацисти доставляють Малдера до бальної зали корабля. Опинившись там, йому наказують встановити особу вченого, інакше нацисти почнуть розстрілювати пасажирів. Після того, як вони вбили двох людей, жінка, яка разюче схожа на Скаллі, каже нацистам, що вони вбивають невинних людей ні за що, і що Малдер нічого не знає. Малдер каже нацистам, що одним із розстріляних людей був учений.
Самотні стрільці і Скаллі добираються до «Королеви Анни». Тим часом в 1939-му справжній вчений робить крок вперед а Скаллі каже — це вона науковець. Нацисти готуються стратити Малдера та «Скаллі», але перш ніж вони зможуть це зробити, двигун корабля вимикається. Британські моряки спускаються до бальної зали і починають боротьбу з нацистами. Посеред хаосу Малдер і «Скаллі» рятуються. Справжня Скаллі та Самотні стрільці знаходять «Королеву Анну» та сідають на неї, лише констатуючи, що це порожній корабель-привид.
В 1939 році, коли британські моряки борються з нацистами в танцювальній залі, Малдер розповідає «Скаллі», що їй доводеться розвертати корабель і повертатися до Бермудського трикутника, щоб вивести «Королеву Анну» з рифтового простору. Один із німецьких офіцерів застрілює переслідувача і з словами «Господи, благослови Америку» відпускає їх. При цьому маршрути двох Скаллі перетинаються і вони ніби відчувають власну присутність. Малдер хапає «Скаллі» і цілує її, «на випадок, якщо ми більше ніколи не зустрінемось». «Скаллі» наносить йому удар, Фокс стрибає за борт. 
Малдер прокидається 1998 року в лікарні у оточенні Скаллі, Самотніх стрільців і Скіннера. Малдер намагається сказати їм, що він подорожував до 1939 року і про свою зустріч з нацистами, та говорить Скаллі, що вона була там з ним. Але всі вони вважають, що Фокс марить. Після того, як Скіннер і Стрільці виїжджають, Малдер підкликає Скаллі і каже, що любить її. Дейна вважає, що це вплив наркотиків, які йому дали, закочує очі і йде. Коли він лягає, Малдер морщиться при доторку щоки до подушки; місце, де «Скаллі» вдарила його в 1939 році, все ще болить і помітно синці. Малдер морщиться і посміхається.

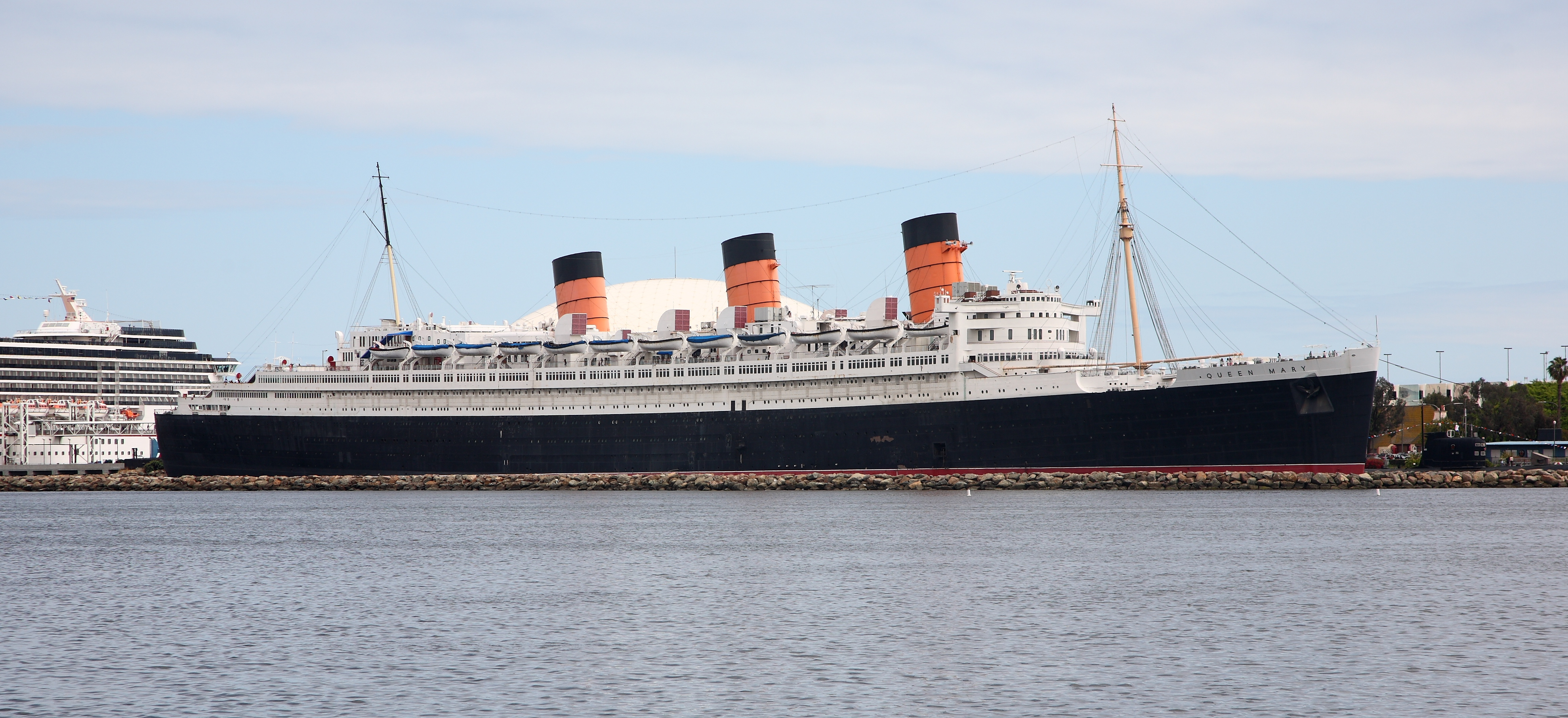

Я тебе люблю

## Створення
Кріс Картер розробив ідею «Трикутника» під час роботи над епізодом п'ятого сезону «Червоне і чорне». Під час зйомок епізоду Картер відзняв стільки, що багато відзнятого довелося вирізати. Це, в свою чергу, надихнуло його на написання епізоду, який включав безперервну зйомку, використовуючи тим самим якомога менше дублів. Картер розробив «Трикутник» у стилі, подібному до фільму Альфреда Гічкока 1948 року «Мотузка». Спочатку керівники «Fox» вагалися щодо надання зеленого світла виробництву «Трикутника», оскільки передбачалось, що кошторис перевищить середні витрати в 2,5 мільйона доларів. Щоб переконати їх, Картер сказав керівникам, що в цьому епізоді будуть представлені елементи режисерського стилю Гічкока, згодом це твердження він назвав «легким прибрехуванням». Картер також зазначив як натхнення адаптацію «Сутінкової зони» 1964 року «Випадок на мосту Оул-Крік».
Сцени, що відбувалися на «Королеві Анні», були зняті на борту британського океанського лайнера «RMS Queen Mary», який пришвартований у Лонг-Біч, і функціонує як готель. Зйомки на борту корабля проходили протягом одинадцяти днів. Щоб знешкодити світло сусіднього Лонг-Біч, знімальна група «Цілком таємно» звела на мосту корабля будівельні риштування. Аби отримати ефект дощу під час сцен на мосту, знімальна група встановила великі спринклерні системи, які забезпечували постійний приплив води. Незадоволений переробленим стилем корабельних коридорів та бальної зали, Картер переобладнав цілі частини корабля, щоб закінчений епізод мав відчуття кінця 1930-х.
Щоб відчути епоху, композитор «Цілком таємно» Марк Сноу прослухав музику біг-бендів Томмі Дорсі, Гері Джеймза, Джина Крупи та Гленна Міллера. Духовий колектив, який грає під час батальної сцени в бальній залі, був натхненний подібною свінговою мелодією, написаною Джоном Вільямсом, з фільму Стівена Спілберга «1941». Пізніше Сноу пожартував, що його композиція була «третім поколінням того самого натхнення». Картер зробив значний музичний внесок в цю сцену, і згодом казав: «Я також мав можливість використати тут свою улюблену музику 40-х років». Продюсер Пол Рабвін також керував «спеціальним аранжуванням» джазового стандарту 1938 року «Jeepers Creepers», яке також було включено в бальну сцену. 
Епізод містить багато навмисних посилань на музичний фільм 1939 року «Чарівник країни Оз». Капітан корабля названий на честь автора фільму Іпа Гарбурга, а бальна співачка Алміра Гулч — за персонажем «Чарівника країни Оз», який є аналогом «Злої відьми із Заходу». Її колектив — «The Lollipop Guild», посилання на розділ пісні «Ding-Dong! The Witch Is Dead», тоді як розбитий корабель Малдера називається «Леді Гарленд» — на честь Джуді Ґарленд.

## Сприйняття
«Трикутник» вперше вийшов в ефір у США 22 листопада 1998 року. Епізод отримав рейтинг Нільсена 10,8 із часткою 16, що означає — приблизно 10,8 відсотка всіх домогосподарств, обладнаних телевізором, і 16 відсотків домогосподарств-переглядачів телепрограм, налаштувалися на епізод. Його переглянули 18,2 мільйона глядачів. Епізод був випущений у Великій Британії та Ірландії в ефірі «Sky One» 21 березня 1999 року, його переглянули 0,74 мільйона глядачів, що зробило «Трикутник» четвертим епізодом того тижня.
Серія отримала загалом позитивні критичні відгуки преси. Метт Золлер Сейц із «The Star-Ledger» надав переважно позитивний відгук про «Трикутник». Захоплюючись ризикованими і зухвалими режисерськими напрямками Картера, він зазначив, що «ніколи не було годинної телепередачі, яка б виглядала або плинула як „Трикутник“». Оглядач стверджував, що сцена 1939 року, коли Малдер і «Скаллі» перетинаються з теперішньою Дейною, була «найбільш хвилюючою хвилиною телебачення цього року». Сейц також порівняв епізод із тривимірними відеоіграми, такими як Doom, Quake та Castle Wolfenstein, посилаючись на «похмурі коридори» та «кошмарних нацистів з мультфільмів». Майкл Лідтке та Джордж Авалос з «The Charlotte Observer» передбачили, що «„ Трикутнику“, здається, судилося зайняти належне місце в пантеоні найзначніших епізодів „Цілком таємно“». Насолоджуючись безліччю посилань до «Майстра з країни Оз», вони відзначили у своїй колонці приязнь пародіюванням пісні «Десь над веселкою»..
Проте не всі рецензенти були настільки позитивними; для Алана Сепінволла «Трикутник» був епізодом, «який виявився тільки мрією», зробленим «технічно вражаючим, але драматично нечітким».
«Трикутник» був номінований 1999 року на прайм-тайм премію «Еммі» — за «видатний монтаж звуку для серії».

## Знімалися
| Актор                   | Роль                    |
| ----------------------- | ----------------------- |
| Девід Духовни           | Фокс Малдер             |
| Джилліан Андерсон       | Дейна Скаллі            |
| Мітч Піледжі            | Волтер Скіннер          |
| Вільям Брюс Девіс       | Курець                  |
| Кріс Оуенс              | Джеффрі Спендер         |
| Джеймс Пікенс-молодший  | Елвін Керш              |
| Том Брейдвуд            | Мелвін Фрогікі          |
| Дін Гаглунд             | Річард Ленглі           |
| Брюс Гарвуд             | Джон Фіцджеральд Байєрс |
| Тревор Годдард          | 1-й британський моряк   |
| Грег Елліс              | 3-й британський моряк   |
| Кай Вульф               | 3-й нацист              |
| Гвідо Фервайсер         | 2-й нацист              |
| Айзек Сінглтон-молодший | Рафнек                  |